# قاعة بافالو التذكارية
قاعة بافالو التذكارية (بالإنجليزية: Buffalo Memorial Auditorium)‏ كانت ساحة داخلية متعددة الأغراض في وسط مدينة بوفالو، نيويورك، الولايات المتحدة.